# Virtus Francavilla Calcio
Virtus Francavilla Calcio, zkráceně jen Virtus Francavilla je italský fotbalový klub hrající v sezóně 2023/24 ve 3. italské fotbalové lize sídlící ve městě Francavilla Fontana v regionu Apulie.
V roce 1946 vznikl klub Associazione Sportiva Francavilla. První čtyři roky nehrály žádnou soutěž. Až v roce 1950 začali hrát v regionální soutěž až do roku 1986, kdy pod předsednictvím Giuseppe Ruggiera hrála tehdy pátou ligu. Poté v roce 1991 klub sestoupil a v roce 1996 hrál opět regionální soutěž.
Nový klub Virtus Francavilla Calcio byl založen v roce 2014 sloučením dvou městských klubů GSD Virtus Francavilla (založen v roce 2011) a ASD Francavilla Calcio (původní klub založen v roce 1946). Od sezony 2016/17 hraje ve třetí lize a nejlepšího umístění dosáhli v sezoně 2016/17 a to 5. místo.

## Změny názvu klubu
- 1946/47 – 1966/67 – AS Francavilla (Associazione Sportiva Francavilla)
- 1967/68 – 1974/75 – SS Francavilla (Società Sportiva Francavilla)
- 1975/76 – 1978/79 – PA Cavallo (Polisportiva Angelo Cavallo)
- 1979/80 – 1999/00 – SS Francavilla Calcio (Società Sportiva Francavilla Calcio)
- 2000/01 – 2003/04 – AS Francavilla Calcio (Associazione Sportiva Francavilla Calcio)
- 2004/05 – 2013/14 – ASD Francavilla Calcio (Associazione Sportiva Dilettantistica Francavilla Calcio)
- 2014/15 – 2015/16 – USD Virtus Francavilla Calcio (Unione Sportiva Dilettantistica Virtus Francavilla Calcio)
- 2015/16 – Virtus Francavilla Calcio (Virtus Francavilla Calcio)

## Získané trofeje

### Vyhrané domácí soutěže
- 4. italská liga ( 1× )

2015/16

## Účast v ligách
| Úroveň soutěže | Název soutěže (nynější název) | První hraná sezona | Poslední hraná sezona | celkem odehraných sezon |
| -------------- | ----------------------------- | ------------------ | --------------------- | ----------------------- |
| 3              | Serie C                       | 2016/17            | 2023/24               | 8                       |
| 4              | Serie D                       | 2015/16            | 2024/25               | 2                       |
| 5              | Eccellenza                    | 1986/87            | 2010/11               | 8                       |